# Arkansas (rivière)
Pour les articles homonymes, voir Arkansas (homonymie).

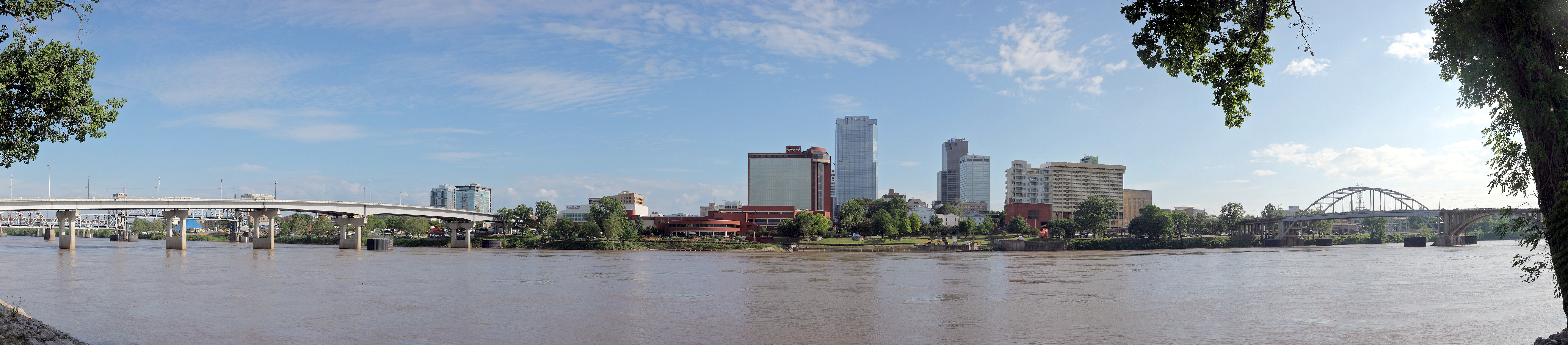
La rivière Arkansas au niveau de Little Rock.

L'Arkansas (Arkansas River en anglais) est un affluent du Mississippi dont le cours traverse les États du Colorado, du Kansas, de l'Oklahoma et de l'Arkansas. Long de 2 334 km, c'est le quatrième cours d'eau le plus long des États-Unis.

## Géographie
L'Arkansas prend sa source dans les Montagnes Rocheuses, près de Leadville dans le Colorado, et se jette dans le Mississippi au lieu-dit Napoleon à égale distance de Memphis (en amont) et de Vicksburg (en aval). C'est l'affluent le plus important de l'ensemble Mississippi-Missouri en termes de bassin hydrographique (505 000 km2).
Le cours de l'Arkansas peut être divisé en trois sections de longueurs très inégales. De sa source au confluent de l'East Fork Arkansas River et du Tennessee Creek jusqu'à Canon City, l'Arkansas est un torrent impétueux des montagnes du Colorado, présentant notamment un dénivelé de 1 400 m sur une distance de 193 km. En amont de Canon City déjà cité, petite ville située dans l'État du Colorado, la rivière quitte le domaine montagnard pour entrer dans un canyon appelé Royal Gorge. Sur cette portion du cours, les amateurs peuvent pratiquer le rafting durant le printemps et l'été. À la sortie de ces gorges commence la troisième et dernière partie du long parcours de l'Arkansas qui devient une rivière paisible aux larges berges parfois inondées. Dans les États de l'Oklahoma et de l'Arkansas, la profondeur du lit augmente et la rivière devient alors navigable. De Fort Smith à Pine Bluff, l'aménagement du cours dans le cadre de l''Arkansas River Navigation System par la construction de barrages a permis de transformer l'Arkansas en voie navigable saisonnière. De la dernière ville à la confluence avec le Mississippi, la rivière est utilisée toute l'année pour le transport de marchandises et de passagers (à des fins essentiellement touristiques).
L'Arkansas baigne de nombreuses villes, parmi lesquelles Wichita au Kansas, Tulsa en Oklahoma et Little Rock en Arkansas sont les plus notables.

## Histoire
De nombreuses tribus amérindiennes vivaient près de l'Arkansas avant l'arrivée des Européens. Ces derniers ne découvrirent l'existence de la rivière que le 29 juin 1541 dans le cadre de l'expédition Coronado menée par les conquistadors de 1540 à 1542 à partir du Mexique. Quelques années plus tard, un autre espagnol, Hernando de Soto, constata que la rivière se jetait dans le Mississippi. Le nom d'Arkansas a été utilisé pour la première fois en 1673 par le père Jacques Marquette qui nomma la rivière Akansa dans son journal de voyage.
À partir de 1819, dans le cadre du traité d'Adams-Onis, l'Arkansas marqua la frontière entre les États-Unis et le Mexique espagnol, ceci jusqu'à l'annexion du Texas et le début des hostilités entre les deux pays en 1846.

## Affluents
Affluents
- Canadian
- Cimarron
- Bayou Fourche
- Fourche La Fave
- Maumelle
- Petit Jean
- Poteau
- Sans Bois
- Salt Fork

Sous-affluents
- Fourche Maline

Lacs
- Lac Eufaula
- Lac Maumelle

## Galerie photographique

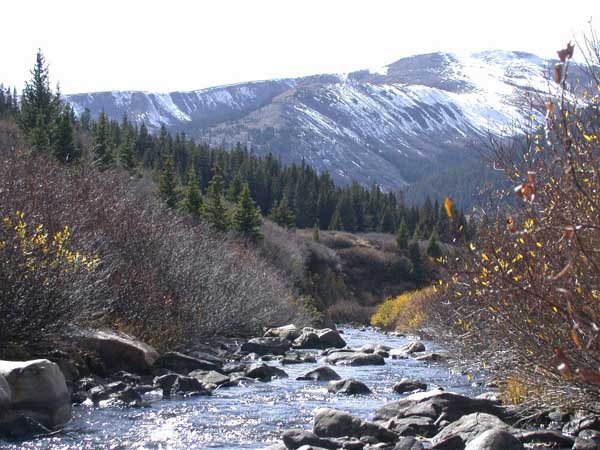
Les sources de l'Arkansas, près de Leadville (Colorado).
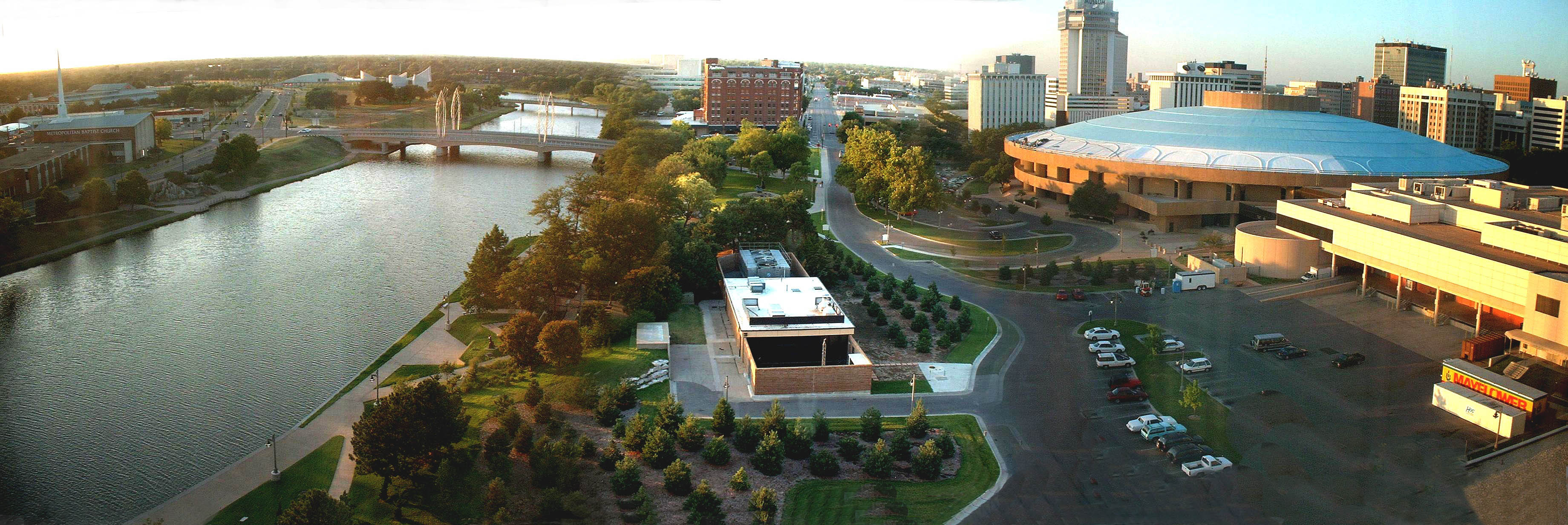
L'Arkansas au niveau de Wichita.
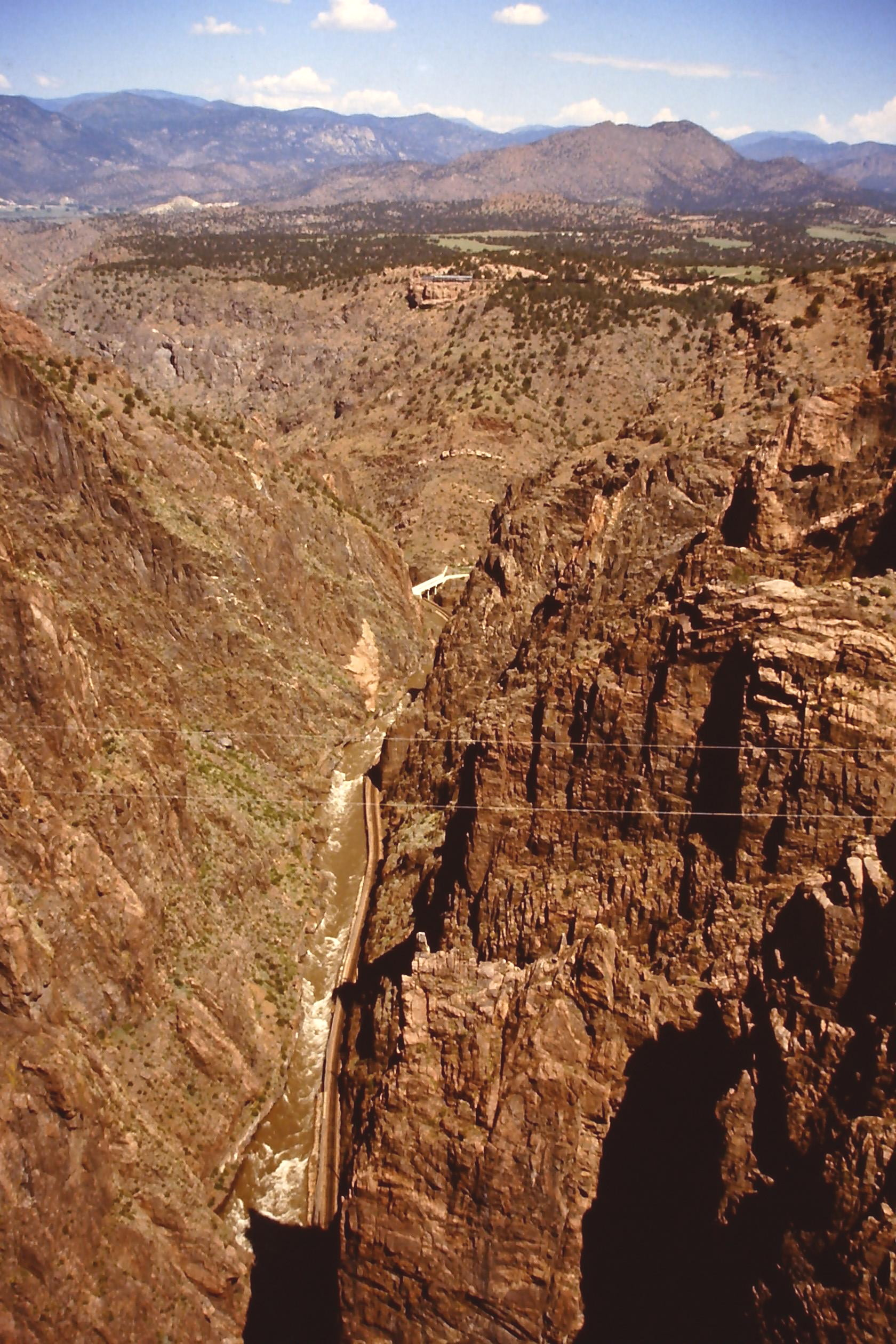
Royal Gorge.
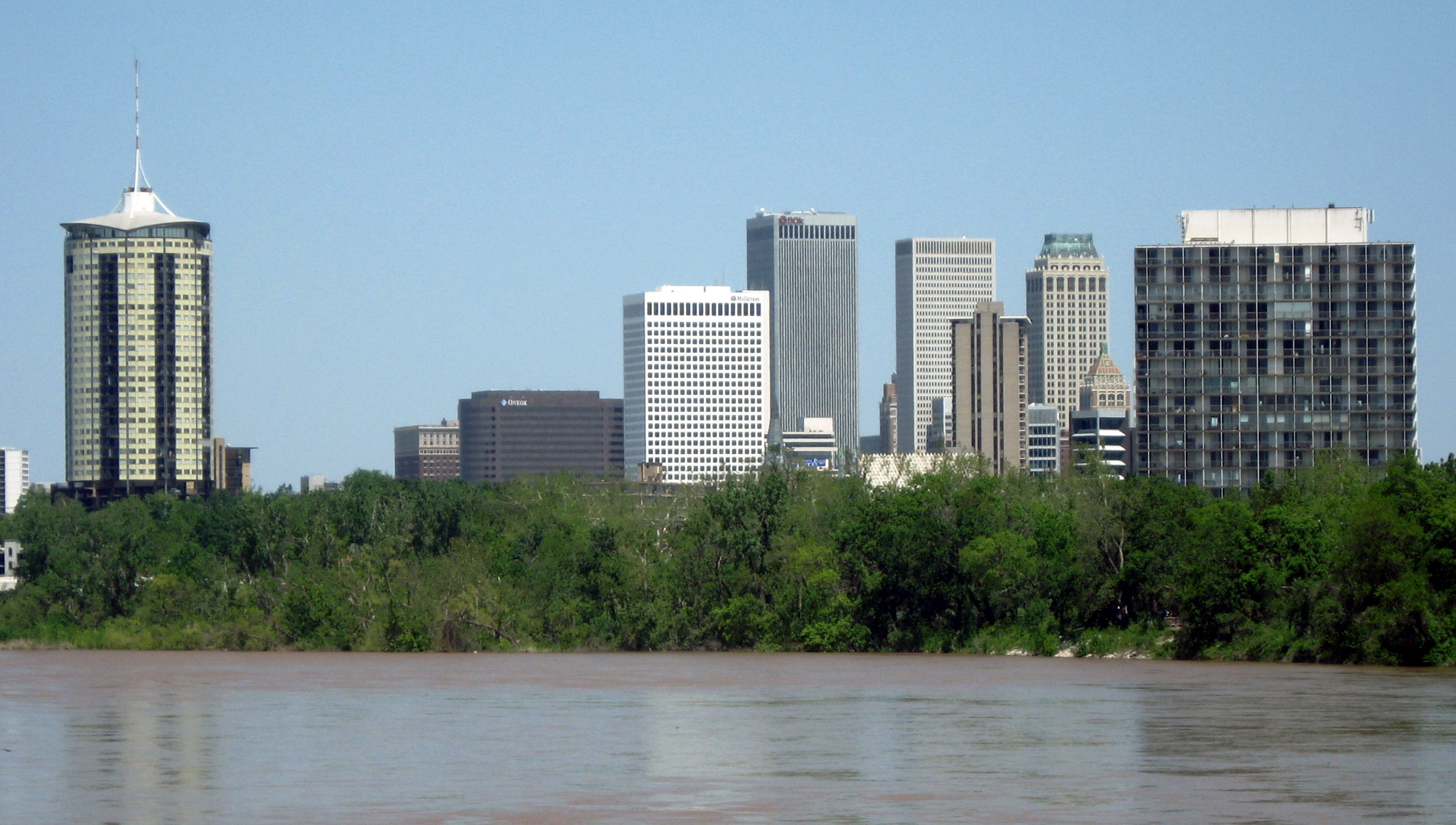
L'Arkansas à Tulsa.